# Second Coming
Second Coming ist das zweite und letzte Studioalbum der britischen Band The Stone Roses, veröffentlicht im Jahr 1994.

## Das Album
Nach dem Erfolg des Debütalbums The Stone Roses und der Single Fools Gold vergingen über fünf Jahre bis zum nächsten Studioalbum. Ein Gerichtsstreit mit ihrer Plattenfirma und die hohen Erwartungen führten zu dieser langen Pause.
Das Album erhielt vor allem in Großbritannien mäßige Kritiken. Es erreichte Platz vier in den UK-Albumcharts, die erste Singleauskoppelung Love Spreads erreichte zur Enttäuschung der Band nur Platz zwei in den UK Top 40. In den USA erreichte das Album Platz 47, in Deutschland Platz 57, in Österreich und der Schweiz je Platz 35.
Nach der Veröffentlichung verschärften sich die Spannungen in der Band, die zuerst zum Ausstieg John Squires und dann 1996 zum endgültigen Ende der Band führten.
Die Trackliste führt 12 Songs aus, die CD enthält aber 99 Tracks. Mit Ausnahme von Track 90 sind dies aber nur stille Tracks à jeweils 4 Sekunden.

## Titelliste
1. "Breaking into Heaven" (Squire) 11:21
2. "Driving South" (Squire) 5:09
3. "Ten Storey Love Song" (Squire) 4:29
4. "Daybreak" (Brown/Mounfield/Squire/Wren) 6:33
5. "Your Star Will Shine" (Squire) 2:59
6. "Straight to the Man" (Brown) 3:15
7. "Begging You" (Squire/Brown) 4:56
8. "Tightrope" (Squire) 4:27
9. "Good Times" (Squire) 5:40
10. "Tears" (Squire) 6:50
11. "How Do You Sleep" (Squire) 4:59
12. "Love Spreads" (Squire) 5:46
13–89 Untitled, stille Tracks 0:04
90. Untitled track, auch "The Foz" (Brown/Mounfield/Squire/Wren) 6:26
91–99 Untitled, stille Tracks 0:04

### Bonus-CD
1996 wurde Second Coming mit der Live-Bonus-CD Crimson Tonight veröffentlicht. Die Aufnahmen wurden im August 1995 bei einem Gig in Pairc Ul Chaolmh, County Cork, Irland gemacht. Crimson Tonight wurde auch als separate EP veröffentlicht.
1. Daybreak
2. Breaking into Heaven
3. Driving South
4. Tightrope

## Singleauskoppelungen
- Love Spreads, November 1994, UK #2
- Ten Storey Love Song, März 1995, UK #11
- Begging You, November 1995, UK #15